# Trần Văn Liêm
Trần Văn Liêm (24 tháng 7 năm 1925 – 8 tháng 1 năm 2020) là luật sư, giáo sư và thẩm phán Việt Nam Cộng hòa.

## Tiểu sử
Trần Văn Liêm sinh ngày 24 tháng 7 năm 1925 tại Mỹ Tho, Nam Kỳ, Liên bang Đông Dương.
Năm 1962, ông thi đậu lấy bằng tiến sĩ luật tại Viện Đại học Sài Gòn. Từ năm 1964, ông là giáo sư giảng dạy môn luật ở Trường Đại học Luật khoa Sài Gòn. Từ năm 1968 đến năm 1975, ông giữ chức vụ Thẩm phán Tối cao Pháp viện Việt Nam Cộng hòa.
Ông qua đời ngày 8 tháng 1 năm 2020 tại Arcadia, California, Hoa Kỳ, hưởng thọ 95 tuổi.

## Đời tư
Ông vốn theo tín ngưỡng Phật giáo, lấy pháp danh là Minh Chánh.

## Vinh danh
- Chương Mỹ Bội Tinh Đệ Nhất Hạng[1]
- Tâm Lý Chiến Bội Tinh (1967)[1]
- Xã Hội Bội Tinh (1967)[1]